# Barrio Federación II
Federación II es uno de los sectores en los que se divide la ciudad de Cabimas en el estado Zulia (Venezuela), pertenece a la parroquia Parroquia San Benito.

## Ubicación
Federación II tiene los sectores Federación I al norte (carretera H),  Bella Vista (Av 42),  San Benito y  Valle Encantado sur y  El Milagro al este (Av 51).

## Zona Residencial
El sector al sur de la carretera H es conocido como Federación II y pertenece a la parroquia San Benito. Originalmente uno solo con el barrio Federación, está compuesto por calles sinuosas con casas humildes de grandes patios.

## Vialidad y Transporte
En el 2007 la carretera H fue ampliada a 4 canales con nuevo asfaltado y alumbrado, y se construyó el distribuidor San Benito (inaugurado en enero de 2008), convirtiéndose en una salida alternativa de Cabimas.
La línea H7 es la que circula por el sector, sin llegar al centro, pero si a Los Laureles donde se puede tomar H y Cabillas.